# Tugnuj
Il Tugnuj (in russo  Тугнуй?; in buriato: Тγгнэ гол) è un fiume della Russia siberiana meridionale, tributario di destra della Suchara. Scorre nel distretto Muchoršibirskij della Buriazia e nel distretto Petrovsk-Zabajkal'skij del Territorio della Transbajkalia.

## Descrizione
La sorgente del fiume si trova all'incrocio delle catene Cagan-Daban e Charauzskij a 1305 m di altezza. Il fiume scorre in direzione ovest lungo la parte settentrionale della depressione Tugnui-Sucharinskaja e sfocia nella Suchara a 7 km dalla sua confluenza nel Chilok. Il Tugnuj ha una lunghezza di 160 km, il bacino è di 2770 km².
Nel corso superiore, nell'interfluvio del Tugnui e del suo affluente destro, il fiume Kusota, si trova il deposito di carbone di Tugnui (Тугнуйское каменноугольное месторождение), uno dei più grandi giacimenti di carbone della Transbajkalia e una delle tre più grandi miniere a cielo aperto in Russia per l'estrazione di carbon fossile.